# 蓬塔阿尔塔
蓬塔阿尔塔是位于阿根廷布宜诺斯艾利斯省布兰卡湾畔的一座港口城市。附近有飞机场 - 阿根廷航空航点。

阿根廷海军最大的基地贝尔格拉诺港海军基地位于蓬塔阿尔塔附近。

经济活动 （页面存档备份，存于）
- 农牧区的贸易和加工工业中心。有制鞋、制乳、建筑材料、石油提炼等工业。
- 内乌肯省普拉萨乌因库尔油田输油管的终点。